# Alaszkai Repüléstörténeti Múzeum
Az alaszkai Anchorage-ban lévő Alaszkai Repüléstörténeti Múzeum (Alaska Aviation Heritage Museum) fő feladata az alaszkai repüléstörténet bemutatása, hagyományainak ápolása történeti emlékek, repülőgépek, dokumentumok által. A múzeumban több repülőgép, egy berendezett szervizhangár, repülésszimulátorok, két kiállítás és a Dicsőségcsarnok tekinthető meg.

## Dicsőségcsarnok
A Dicsőségcsarnok emléket állít az alaszkai repülés úttörőinek. Hagyományosan minden évben egy újabb alaszkai pilótát választanak be a Dicsőségcsarnok névsorába.
- 2010: Shell Simmons
- 2009: Ruth M. Jefford
- 2008: Arthur G. Woodley
- 2007: Russel Merrill
- 2006: Merle smith
- 2005: Robert Campbell Reeve
- 2004: Bob Ellis
- 2003: Carl Ben Eielson
- 2002: Joe Crosson
- 2001: Ray Petersen
- 2000: Noel Wien